# Montfort-en-Chalosse
Montfort-en-Chalosse é uma comuna francesa na região administrativa da Nova Aquitânia, no departamento de Landes. Estende-se por uma área de 11,57 km². Em 2010 a comuna tinha 1 200 habitantes (densidade: 103,7 hab./km²).